# Vaush
Ian Kochinski (Los Angeles, 14 februari 1994), beter bekend als Vaush, is een Amerikaanse YouTuber en Twitch-streamer die voornamelijk bekend staat om zijn politieke discussies en debatten vanuit een libertair socialistisch perspectief.

## Persoonlijk leven
Kochinski werd geboren op 14 februari 1994 in Los Angeles. Hij is van Ierse en Poolse afkomst.  Hij studeerde sociologie aan Humboldt State University waar hij in 2018 zijn Bachelor of Arts behaalde. Bovendien identificeert hij zich als panseksueel.